# Sphallenum tuberosum
Sphallenum tuberosum är en skalbaggsart som beskrevs av Bates 1870. Sphallenum tuberosum ingår i släktet Sphallenum och familjen långhorningar. Inga underarter finns listade i Catalogue of Life.